# ما بو
ما بو (بالصينية: 老鬼) (22 أغسطس 1947 في الصين)؛ روائي صيني.